# Синдром пустого носа
Синдром пустого носа (СПН) — ситуация, когда внутренняя полость носа повреждена излишним хирургическим удалением носовых раковин (чаще всего нижних носовых раковин), т. н. конхотомия — частичная или полная резекция носовых раковин. Также иногда встречается в комбинации с резекцией латеральных стенок гайморовых пазух (т. н. «гайморотомия» — вскрытие гайморовых пазух), или вазотомией.
Синдром широкой носовой полости в связи с полной или частичной резекцией носовых раковин до сих пор встречается часто.
Синдром пустого носа — ятрогенное состояние (возникающее в результате хирургического лечения), которое может быть и должно быть полностью исключено, за исключением редких случаев раковых опухолей в полости носа, при которых радикальная резекция носовых структур может быть необходима.
СПН является физически и эмоционально тяжелым состоянием, часто сопровождающимся полной или частичной инвалидностью/сложностью функционировать, так как функция носа (и, как следствие, дыхания) имеет решающее и основополагающее значение для функциональной возможности организма, правильной функции лёгких, работы нервной системы, когнитивной функции, и общего качества жизни.

## Патофизиология СПН
СПН состоит из двух компонентов: структурная (аэродинамическая) составляющая и неврологическая (функциональная) составляющая, которые тесно взаимосвязаны и влияют на друг друга. В связи с этим для успешного лечения СПН важно восстановление обоих компонентов, что на данный момент является весьма проблематичным, так как требует применения технологий регенеративной медицины (стволовые клетки).

## Основные симптомы
1. Парадоксальная обструкция — главный и ключевой симптом СПН — постоянное тревожное чувство удушья, недостаток воздуха при вдохе, «невозможность заполнить воздухом лёгкие из-за недостатка сопротивления в дыхательных путях», диспноэ, ощущение неорганизованного, хаотичного, турбулентного потока воздуха в носу и пр.[4][5][6][7] Этот симптом возникает из-за повреждения функциональной поверхности носовой полости и нарушения аэродинамики носа, в том числе, из-за отсутствия необходимого сопротивления воздушного потока при вдохе и выдохе, который создаёт для лёгких носовая полость (принцип Бернулли).[8][9] (Носовая полость в норме дает 50—80 % нормального сопротивления всех дыхательных путей и необходима для раскрытия лёгких и насыщения крови кислородом[10][5][11][12].) Аэродинамика носа нарушается вследствие излишней резекции носовых раковин или чрезмерного расширения носового хода. Это, в свою очередь, может вызывать прогрессирующую дизавтономию, хронический гипервентиляционный синдром и ослабление работы дыхательной системы.
2. Нарушения работы ВНС (дизавтономия), ЦНС и ПНС — из-за нарушений аэродинамики носа, изменений его функциональной поверхности и повреждения нервных окончаний, нервная система может не фиксировать процесс дыхания и/или может получать ошибочные сигналы, что вызывает постоянную симпатико-адреналовую реакцию, панические атаки, значительные вегетативно-сосудистые расстройства, в частности сердечно-сосудистые расстройства (тахикардия, аритмия, перепады артериального давления), расстройства работы желудочно-кишечного тракта, психоневрологические проявления (слабость, плаксивость, потливость, тремор, раздражительность, головные боли, головокружение, обмороки) и пр.[13][14][15][5][16][11][17][18][19][20]
3. Хроническая гипервентиляция — проявления включают гипоксию (кислородное голодание) мозга[21][22][23], возможные вегетативные и эмоциональные (чаще всего тревожные) расстройства, ощущение страха смерти, паники, нехватки воздуха, затруднение дыхания, ощущение сдавления грудной клетки, потерю сознания, нарушение ритма и регулярности дыхательных циклов, сердечно-сосудистые расстройства — в виде сердцебиений, ощущения остановки сердца, неритмичной его работы, объективно может констатироваться лабильность пульса (чаще всего тахикардия) и артериального давления, вплоть до возможного летального исхода (в редких случаях). Хроническая гипервентиляция наблюдается в среднем у 75 % пациентов СПН, ее частота зависит от особенностей индивидуальных повреждений при хирургическом вмешательстве, вызвавшем СПН.[24]
4. Хроническая сухость в носу — излишнее хирургическое вмешательство, гайморотомия, конхотомия часто приводят к хронической сухости, воспалению слизистой оболочки носа и хроническим болевым ощущениям. Излишне интенсивный поток воздуха, проходящий через нос, может привести к атрофии слизистой оболочки носа, и именно поэтому синдром пустого носа иногда называют «вторичным атрофическим ринитом».[25][9][26][27][28] В результате исследования был сделан вывод, что в среднем симптомы атрофического ринита проявляются в полной мере через 7 лет после операции. В связи с этим необходимо после операции проводить периодическое медицинское обследование, чтобы выявить ранние признаки СПН и лечить их, например, посредством ежедневных носовых орошений и увлажнений носовой полости.[29][30][31][32]
5. Воспаление в дыхательных путях и невропатическая боль — часто возникает при вдохе в носу, глотке, евстахиевой трубе, горле, гортани, трахеи, в более тяжёлых случаях — в бронхах и лёгких. Может возникнуть хроническая осиплость голоса и кашель. СПН также может провоцировать астму и хронический бронхит.[33][34][35] Это вызвано тем, что носовая полость слишком широкая — воздух, проходя через нос, не имеет возможности достаточно очиститься (отфильтроваться), согреться и увлажниться — и он поступает в дыхательные пути слишком холодным, пыльным и сухим.[36][32]
6. Отсутствие либо нарушения сна (из-за удушья), хроническая усталость.[37]

Хронический характер этих симптомов значительно снижает качество жизни пациента и его работоспособность: появляются трудности с концентрацией внимания, зацикленность на симптомах, беспокойство, невротическая депрессия.

## Побочные эффекты уменьшения носовых раковин
Физические симптомы
1. Ощущение «пустоты» носа (пациент жалуется на то, что его нос пустой, полый, отсутствует, вместо носа «труба», «дыра» и пр.).
2. «Парадоксальная обструкция» (недостаточное ощущение прохождения потока воздуха через нос и нарушенная аэродинамика (в том числе недостаточное сопротивление для лёгких при вдохе), постоянное чувство удушья, диспноэ).
3. Ощущение неорганизованного, хаотичного, турбулентного потока воздуха в носу.
4. Чувство, что требуется большее носовое сопротивление, чтобы сделать вдох.
5. Ощущение сухости в полости носа, с корками или без них.
6. Носовые кровотечения.
7. Недостаточное производство влаги или слизи в носовой полости.
8. Слизистая поверхность в носу сухая, тонкая, атрофированная, в некоторых случаях зарубцевавшаяся.
9. Возможен хронический синусит или ринит, возникающие из-за атрофии слизистой.
10. Воспаления, инфекции носовой полости — из-за отсутствия/недостатка/повреждения функциональной поверхности (недостаток местного иммунитета).
11. Возможно нарушение дренажа носовой полости.
12. Ощущение, что воздух при вдохе не согревается, не увлажняется, не очищается.
13. Раздражение и боль в горле, гортани, мягком небе, задней части языка, трахее, бронхах («сухой фарингит», «сухой ларингит», «сухой трахеит») при дыхании (вдохе).
14. Увеличение лёгочной чувствительности к любым запахам, воздушно-капельным раздражителям, холодному или сухому воздуху. Это часто провоцирует сильную невропатическую боль при вдохе, беспокойство при дыхании, а иногда даже длительные периоды (может длиться часами) тяжёлой одышки, в зависимости от степени проявления СПН.
15. Ухудшение обоняния или гипертрофированное ощущение «вкуса» воздуха во рту. Это вызывает противоречивое ощущения — несмотря на то, что обоняние при СПН часто становится более рассеянным и дезориентированным, появляется гиперчувствительность к даже минимальному наличию в воздухе химических веществ, газов или раздражителей, что проявляется в виде болей или раздражения в дыхательной системе и ощущении «отравления» воздухом.
16. Сложность проектирования или резонирования речи — беспокойство в речи. Голос кажется слабым и требует дополнительного напряжения, чтобы звучать громко и четко.
17. Нарушение работы носовых ритмов.
18. Сбой в работе симпатической-парасимпатической ВНС.
19. Плохое качество сна, нередко практически полное отсутствие сна.
20. Ритм дыхания — часто пациент переходит на хроническое мелкое неравномерное дыхание рывками или, наоборот, чрезмерно агрессивное, захватывая воздух крупными рывками.
21. Сухость, бледность кожи лица.
22. Сухость, раздражение глаз.
23. Сухость во рту.
24. Неприятный запах из полости носа.
25. Гастроэзофагеальный рефлюкс.
26. Затруднения при глотании.
27. Повышенные/понижение уровня артериального давления.
28. Панические атаки.
29. Тахикардия и сердцебиения.
30. Излишняя потливость.
31. Гормональные и метаболические нарушения.
32. Увеличение веса, увеличение или снижение аппетита.
33. Головные боли, головокружения.
34. Чувство слабости, недостаток энергии, обмороки.
35. Трудности в повседневной жизни (инвалидность).
36. Часто наблюдается ухудшение физического состояния с течением времени и прогрессирование симптомов СПН.
37. Летальный исход (в очень редких случаях).[39][40][41][15][7][4][42][32]

Когнитивные симптомы
1. Трудности с концентрацией и мыслительными процессами (aprosexia nasalis).
2. Сложности при выполнении простых жизненных задач.[39]

Эмоциональные симптомы
1. Выраженное снижение чувства самоощущения и качества жизни.
2. Раздражённое и/или депрессивное настроение.
3. Хроническое чувство беспокойства и паники.
4. Избегание социальных взаимодействий.
5. Недостаток энергии и жизненных сил, слабость, апатия.[39]
6. Чувство отчаяния, «безвыходности», страха за будущее.
7. Склонность к суициду.